# Vand jeg kan gå på
Vand jeg kan gå på er det ottende album fra den danske gruppe Bifrost, udgivet i 1987 på It's Magic. Det var gruppens sidste album med udelukkende nye numre.
Ved indspilningen af dette album bestod gruppen reelt kun af Tom Lundén og Pia Cohn, mens de øvrige musikere på pladen var studiemusikere, hvoraf nogle dog tidligere havde været del af gruppen. Kort efter udsendelsen af albummet stoppede gruppen, og genopstod kun kortvarigt for at indspille nogle nye sange til albummet Hjerte til salg ti år senere; albummet var i stor udstrækning en opsamlingsplade med en række af gruppens mest kendte numre.

## Numre
Albummet indeholder følgende numre (her opdelt på de to oprindelige sider):
| 1. | "Som ramt af lynet"  | 3:37 |
| 2. | "Englepop"           | 2:47 |
| 3. | "Guitar Man"         | 2:52 |
| 4. | "Vand jeg kan gå på" | 4:15 |
| 5. | "Alexander"          | 4:55 |

| 6.  | "7. himmel"               | 3:36 |
| 7.  | "Regnvejr på Mars"        | 3:51 |
| 8.  | "Guds engle"              | 4:07 |
| 9.  | "Det nederste land"       | 4:08 |
| 10. | "Den allersidste lullaby" | 4:13 |

Alle sangene er skrevet af Tom Lundén bortset fra "Den allersidste lullaby", som Pia Cohn skrev musik til og Lundén og Cohn skrev tekst til.

## Medvirkende
På albummet medvirkede følgende:
Gruppens medlemmer
- Tom Lundén: sang, keyboards, kor, synthesizer, bas
- Pia Cohn: sang, kor, synthesizer

Øvrige medvirkende (flere eller færre numre)
- Jeppe Reipurth: trommer
- Simon Harder: guitar
- Søren Wolff: keyboards, trommer, guitar
- Terje Barnholdt: percussion
- Peter Hansen: programmering, bas
- Rune Harder Olesen: percussion
- Christian Dietl: bas
- Wili Jønsson: bas
- Morten Kærså: keyboards
- Jens Haack Olesen: barytonsaxofon
- Claes Yngström: guitar
- Klavs Nordsø: percussion
- Anders Laursen: tenorsaxofon
- Kenneth Agerholm: basun
- Ole Hansen: trompet
- Jesper Ranum: keyboards, programmering
- Mikkel Nordsø: akustisk guitar
- Morten Zeuthen: cello
- Peter Bastian: okarina
- Frank Juul: tabla
- Niels-Henning Ørsted Pedersen: kontrabas
- Kim Menzer: sheanai
- Jon Bruland: bas
- Ivalo Nielsen: kor
- Tanja Lewis: kor
- Kenneth Knudsen: keyboard, koncertflygel